# Sárma

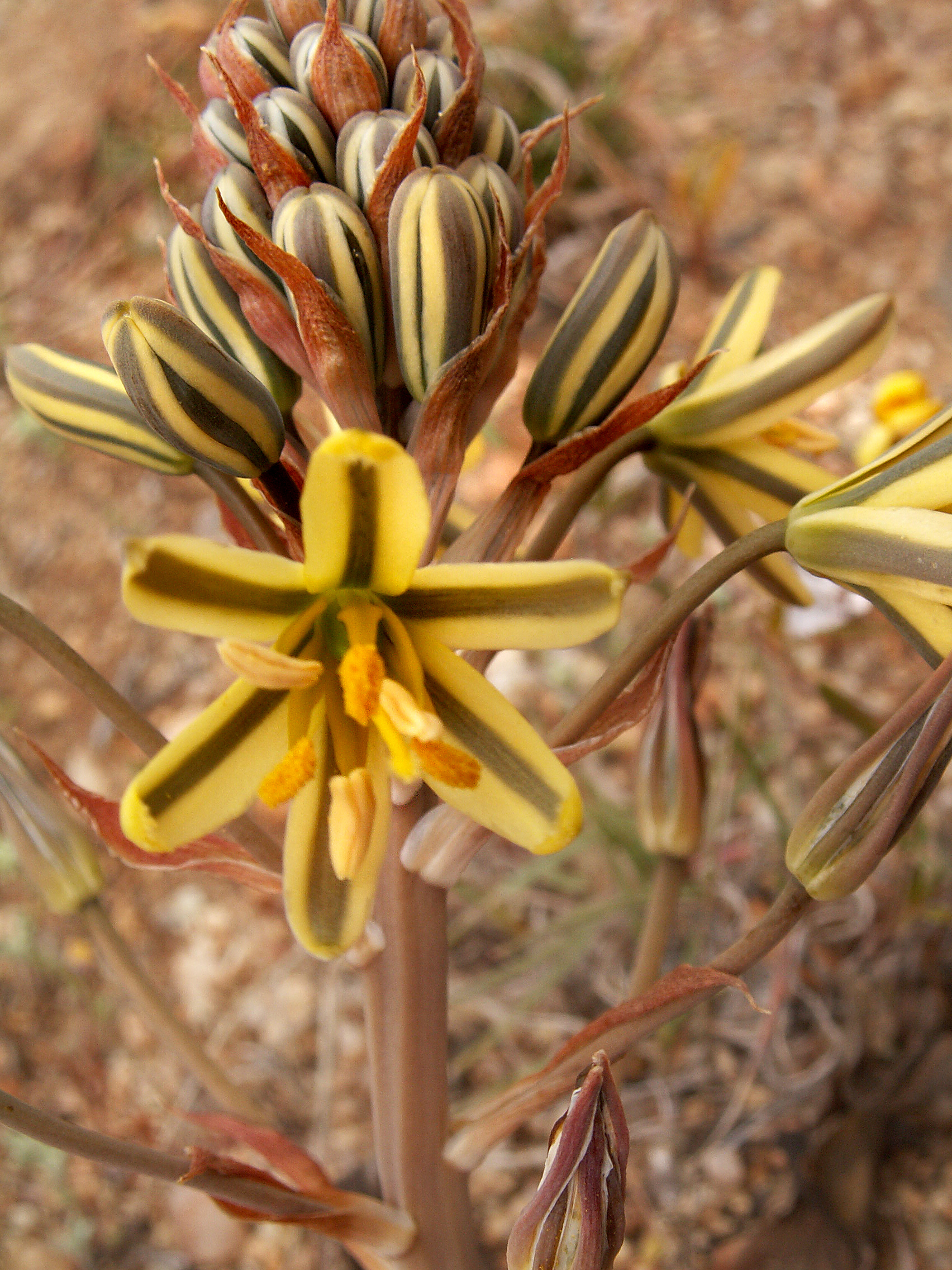
Ornithogalum suaveolens Jacq.

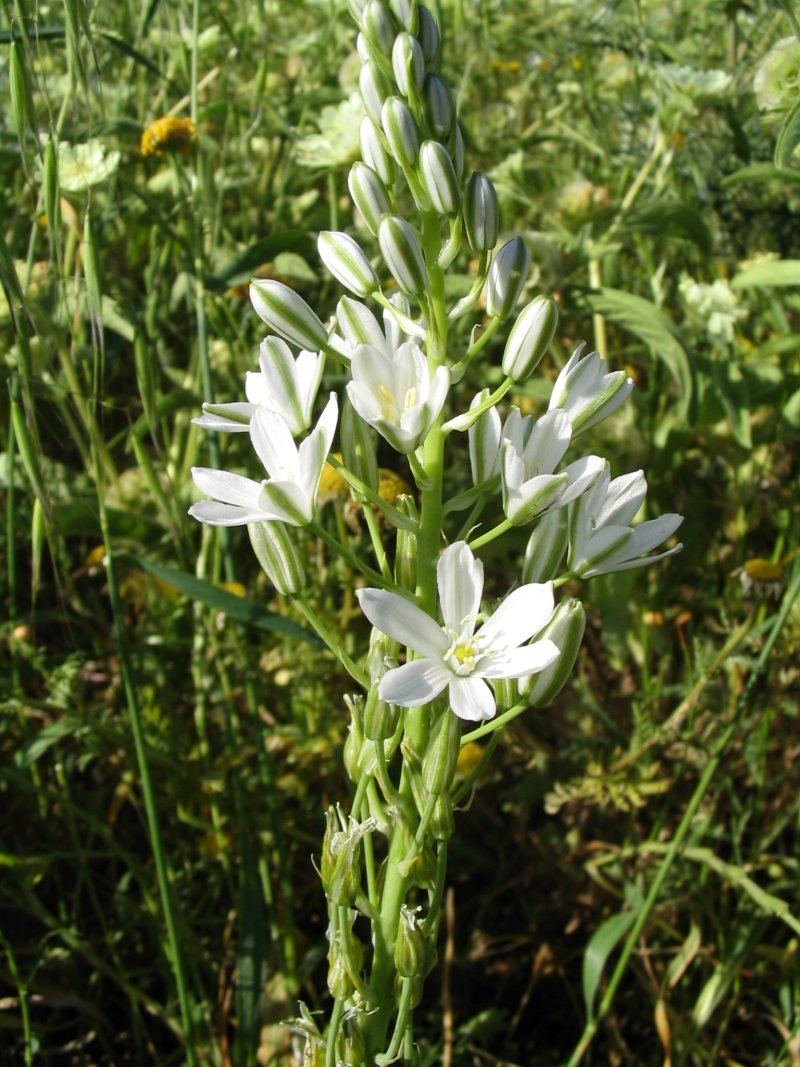
Ornithogalum narbonense

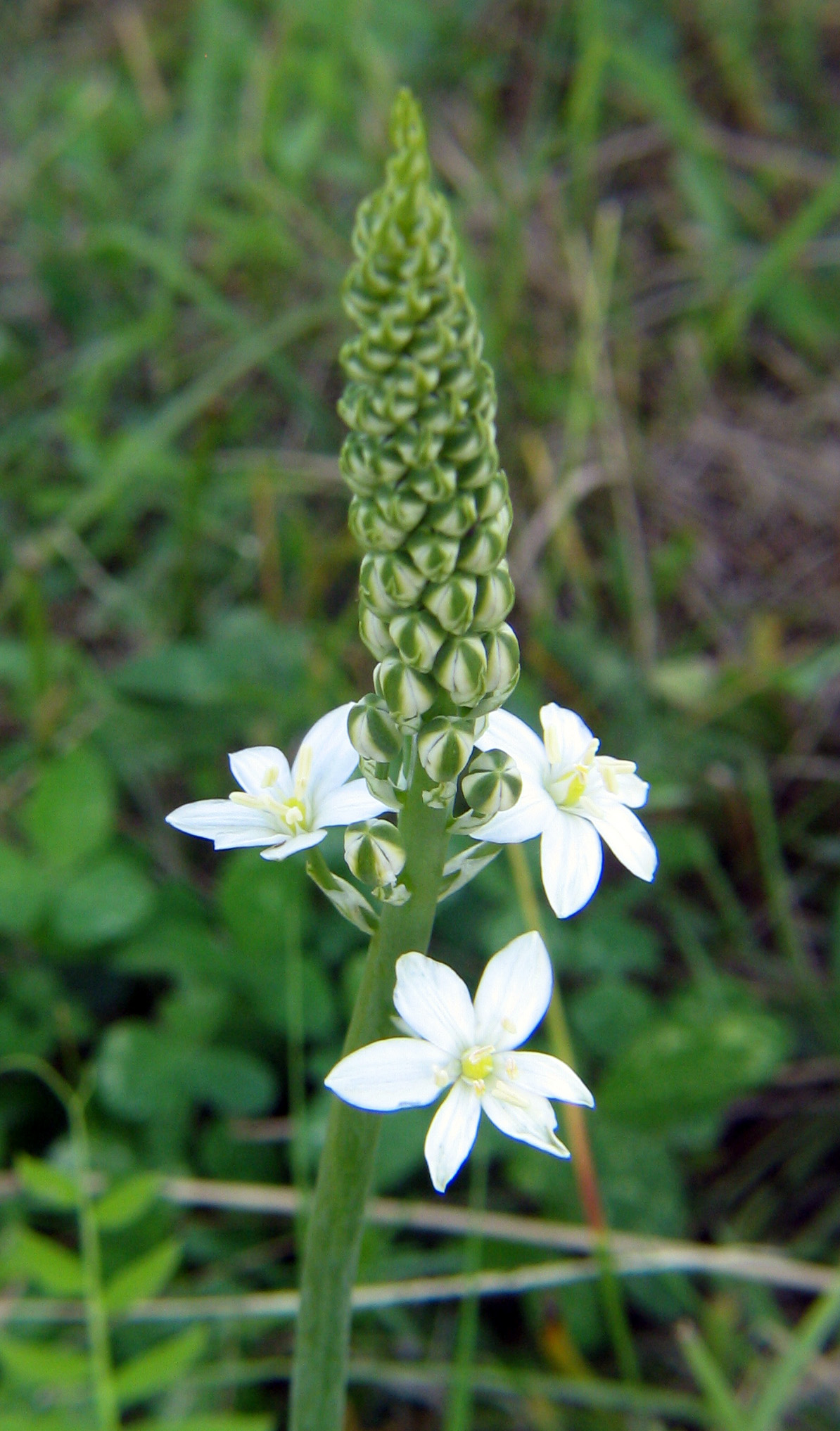
Ornithogalum pyramidale

A sárma (madártej, Ornithogalum) a spárgafélék (Asparagaceae) családjának csillagvirágformák (Scilloideae) alcsaládjába tartozó növénynemzetség 100–200 fajjal, amik közül talán az ernyős sárma (O. umbellatum) a legismertebb. A madártej (németül: "tejcsillag") elnevezés a virágok és a hártyás porzószálak opálosan tejfehér színére utal.

## Származása, elterjedése
A fajok többsége Európában, Nyugat-Ázsiában, illetve Afrikában él.

## Megjelenése, felépítése
Lágy szárú, évelő, hagymás növény. Levelei tőállásúak, fűszerűek. Kb. 30 cm-esre nő. A jellemzően fehér, néha narancssárga, sárgászöld vagy zölden csíkozott virágok alapszáma 3, csillag formájúak, hímnősek.
Mérgezőek, különösen a hagyma tartalmazhat sok, szívre ható glikozidot. Mérgük a legelő állatokra veszélyes lehet. Toktermésük van.

## Rendszerezése

### Szinonim nemzetségek
A nemzetség besorolása az idők folyamán gyakran változott. Egy időben a Liliaceae családhoz sorolták. A következő nemzetségek fajait ma már az Ornithogalumhoz sorolják, így csak szinonim névnek számítanak:
- Albuca L.
- Avonsera Speta
- Battandiera Maire
- Cathissa Salisb.
- Coilonox Raf.
- Dipcadi Medik.
- Eliokarnos Raf.
- Elsiea F.M.Leight.
- Galtonia Decne.
- Honorius Gray
- Lindneria T.Durand & Lubbers
- Loncomelos Raf.
- Melomphis Raf.
- Neopatersonia Schönland
- Pseudogaltonia (Kuntze) Engl.
- Stellarioides Medik.
- Uropetalon Burch. ex Ker Gawl.
- Zahariadia Speta

### Fajlista
Mintegy 250-300 faj tartozik a nemzetségbe.
Közép-Európában ebből 10 őshonos:
- Ornithogalum subgenus Ornithogalum:
  - Üstökös sárma (Ornithogalum pannonicum)

-   - species group Ornithogalum umbellatum agg.:

- - Ornithogalum divergens – dísznövény
  - Pusztai sárma (Ornithogalum kochii)
  - Ornithogalum orbelicum
  - Ernyős sárma (Ornithogalum umbellatum)
  - Ornithogalum vulgare
- Ornithogalum subgenus Myogalum, syn.: Honorius:
  - Kónya sárma (Ornithogalum boucheanum)
  - Bókoló sárma vagy bólogató sárma (Ornithogalum nutans)
- Ornithogalum subgenus Beryllis, syn.: Loncomelos
  - Nyúlánk sárma (Ornithogalum brevistylum, syn.: Loncomelos brevistylus)
  - Ornithogalum pyrenaicum, syn.: Loncomelos pyrenaicus subsp. pyrenaicus)
  - Gömbtermésű sárma (Ornithogalum sphaerocarpum, syn.: Loncomelos pyrenaicus subsp. sphaerocarpos)

Egyéb fajok:

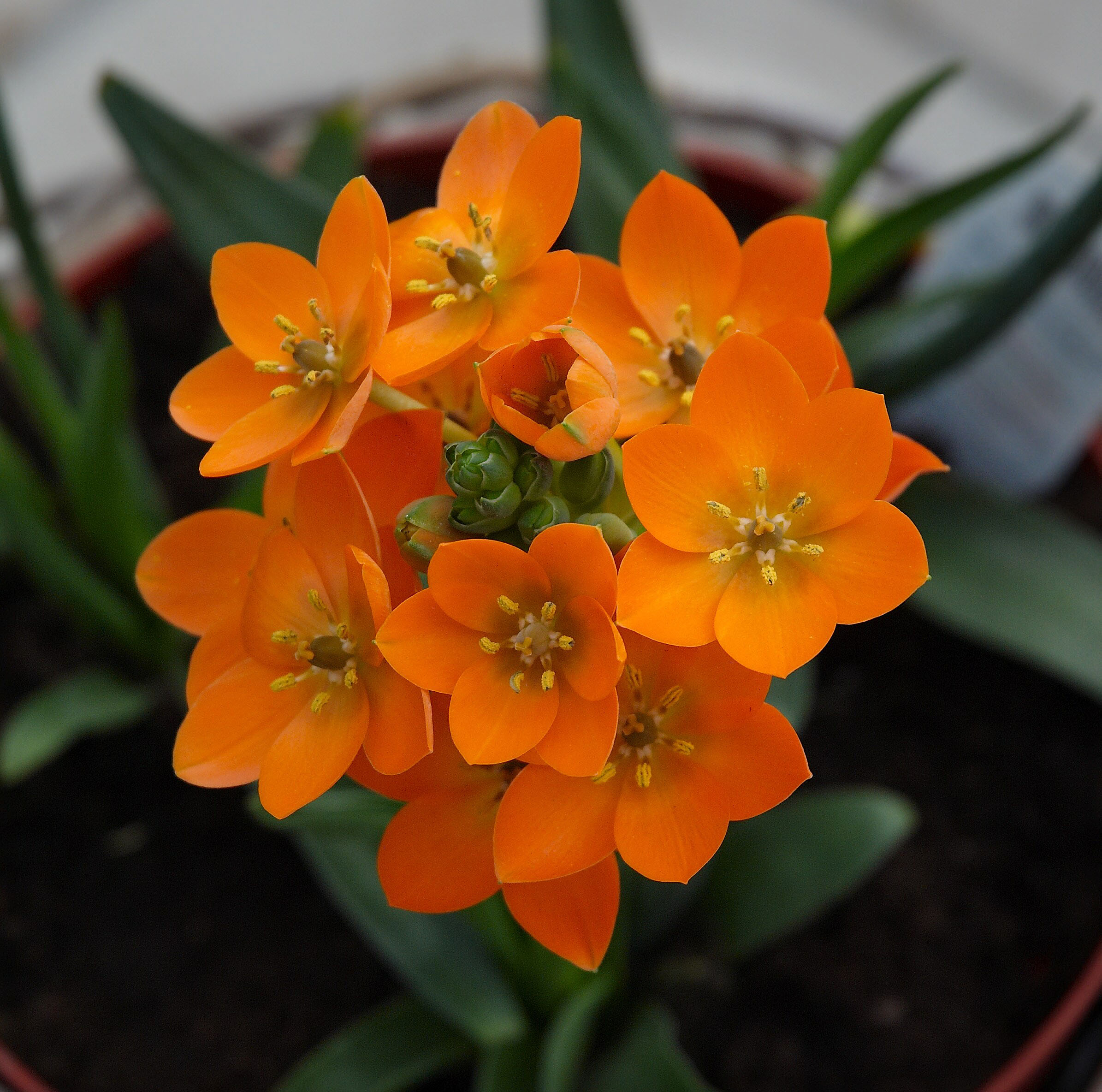
Betlehem csillaga (Ornithogalum dubium)

- Ornithogalum arabicum, újabban Melomphis arabica
- Ornithogalum longibracteatum Jacq., syn. Ornithogalum caudatum), Dél-Afrika[3][4][5]
- Ornithogalum collinum
- Ornithogalum creticum
- Ornithogalum dictaeum
- Ornithogalum divergens
- Ornithogalum dubium - betlehem csillaga, narancsszínű madártej
- Ornithogalum improbum[6]
- Ornithogalum macrum[7]
- Ornithogalum mysum[8]
- Ornithogalum narbonense
- Ornithogalum nivale
- Ornithogalum oligophyllum, kevéslevelű madártej
- Ornithogalum pascheanum[9]
- Ornithogalum pyramidale
- Ornithogalum pyrenaicum
- Ornithogalum saundersiae
- Ornithogalum sibthorpii
- Fürtös madártej vagy fokföldi madártej (Ornithogalum thyrsoides)

## Fordítás
- Ez a szócikk részben vagy egészben a Milchsterne című német Wikipédia-szócikk ezen változatának fordításán alapul.  Az eredeti cikk szerkesztőit annak laptörténete sorolja fel. Ez a jelzés csupán a megfogalmazás eredetét és a szerzői jogokat jelzi, nem szolgál a cikkben szereplő információk forrásmegjelöléseként.